# Zeynep Konan
Zeynep Konan (12. svibnja, 1977. – Turska) turska je glumica. Najpoznatija je po ulozi Zeynep u turskoj seriji Tisuću i jedna noć.

## Filmografija
- Sjena  (2008.)
- Policija i lopovi kao Aylin (2006.)
- Tisuću i jedna noć kao Zeynep (2006.)